# (38127) 1999 JL45
1999 JL45 (asteroide 38127) é um asteroide da cintura principal. Possui uma excentricidade de 0.09624200 e uma inclinação de 5.15225º.
Este asteroide foi descoberto no dia 10 de maio de 1999 por LINEAR em Socorro.